# Castanoguina castanea
Castanoguina castanea är en insektsart som beskrevs av Young 1986. Castanoguina castanea ingår i släktet Castanoguina och familjen dvärgstritar. Inga underarter finns listade i Catalogue of Life.